# Anne-Sophie Lapix
Anne-Sophie Lapix (Saint-Jean-de-Luz, 29 april 1972), is journaliste, tv-presentatrice en nieuwslezeres op de Franse zender France 2. Ze presenteert er sinds 2017 het avondnieuws op weekdagen ter vervanging van David Pujadas.

## Biografie

### Jeugd en opleiding
Haar ouders scheidden wanneer Lapix 9 jaar oud is. Ze volgt, net als haar oudere zus Gaëlle, klassieke danslessen en vijftien jaar klassieke muziek. Gaëlle wordt muzieklerares.
Op 10-jarige leeftijd wilde ze al journalist worden. Samen met haar vriendinnen maakte ze een krantje: Le Monde vu par des enfants. Ze verkochten het voor 5 Franse frank in de straten van Saint-Jean-de-Luz.
Na het behalen van haar Baccalaureaat C, startte ze in 1990 haar vervolgopleiding aan het Institut d'Etudes Politiques de Bordeaux met als doel om uiteindelijk school te lopen aan het Centre de formation des journalistes (CFJ).
In 1994 ging ze een jaar via Erasmus politieke wetenschappen studeren aan de Universiteit van Bristol (Engeland). In 1996 studeerde ze af aan zowel Sciences Po Bordeaux als het CFJ van Parijs (specialisatie televisie).

### Tv- en mediacarrière
Na zes jaar op de redactie van La Chaîne Info, stapte ze in 2005 over naar M6 om onder andere Zone interdite te presenteren. In 2006 wordt ze de stand-in voor de weekendjournaals van TF1 en in 2008 staat ze in voor het politieke magazine Dimanche + op Canal+ . Van 2013 tot 2017 presenteert de show C à vous op France 5 en van september 2014 tot juni 2015, Mots croisés op France 2.
In mei 2017 werd aangekondigd dat ze vanaf 4 september 2017 David Pujadas zal vervangen bij de presentatie van avondjournaal (journal de 20 heures).

#### 1995 - 1996: regionale zenders
Naast haar studies, werkte Anne-Sophie Lapix als freelancer voor de krant Sud Ouest in de zomer van 1995. In de zomer van 1996 deed ze dat nogmaals, toen voor France 3 (Lorraine Champagne-Ardenne). Tijdens een drie weken durende stage bij TV8 Mont-Blanc presenteerde ze haar eerste journaal ter vervanging van de afwezige presentator.

#### 1996 - 1999: Bloomberg TV
Van oktober 1996 tot april 1999 is Anne-Sophie Lapix presentatrice op de economische zender Bloomberg TV.

#### 1999 - 2005: groep TF1
Via Jean-Claude Dassier, toenmalig directeur van La Chaîne Info (LCI), verhuist Anne-Sophie Lapix in 1999 naar LCI om er het journaal te presenteren. Ondertussen werkte ze van 2001 tot 2002 voor Sortie en salle van Cinéstar en bracht ze ook dagelijks verslag uit in juni 2002 van het Filmfestival van Cannes. In september 2004 is ze copresentatrice van het Grand Journal de LCI  met Damien Givelet.

#### 2005 - 2006: M6
In de zomer van 2005 maakt Anne-Sophie Lapix de overstap naar M6 om de nieuwe presentatrice en hoofdredacteur te worden van Zone interdite. Vanaf januari 2006 presenteert ze er Le 12:50, het nieuwe tv-nieuws 's middags van maandag tot vrijdag. Op 2 mei werd ze ook het gezicht van 13h10 le Mag op, een nieuw actualiteitsprogramma na het nieuws. Nauwelijks een paar dagen later raakte bekend dat ze de zender verlaat voor TF1. Ze wordt opgevolgd door Mélissa Theuriau (Zone interdite)  en Nathalie Renoux (Le 12:50).

#### 2006 - 2008: opnieuw bij TF1
In september 2006 wordt Anne-Sophie Lapix de doublure van Claire Chazal bij het weekendjournaal van TF1 ter vervanging van Laurence Ferrari. Op zondag presenteert ze ook Sept à huit met Harry Roselmack. Haar eerste journaal op de zender is uiteindelijk op 5 januari 2007.

#### 2008 - 2013: Canal +
Lapix neemt in juni 2008 ontslag bij TF1 om Laurence Ferrari op te volgen bij het politieke programma Dimanche + op Canal +. Van september 2010 tot juni 2012 presenteert ze ook er ook het journaal op zondagmiddag om 12u45 als onderdeel van Dimanche +.

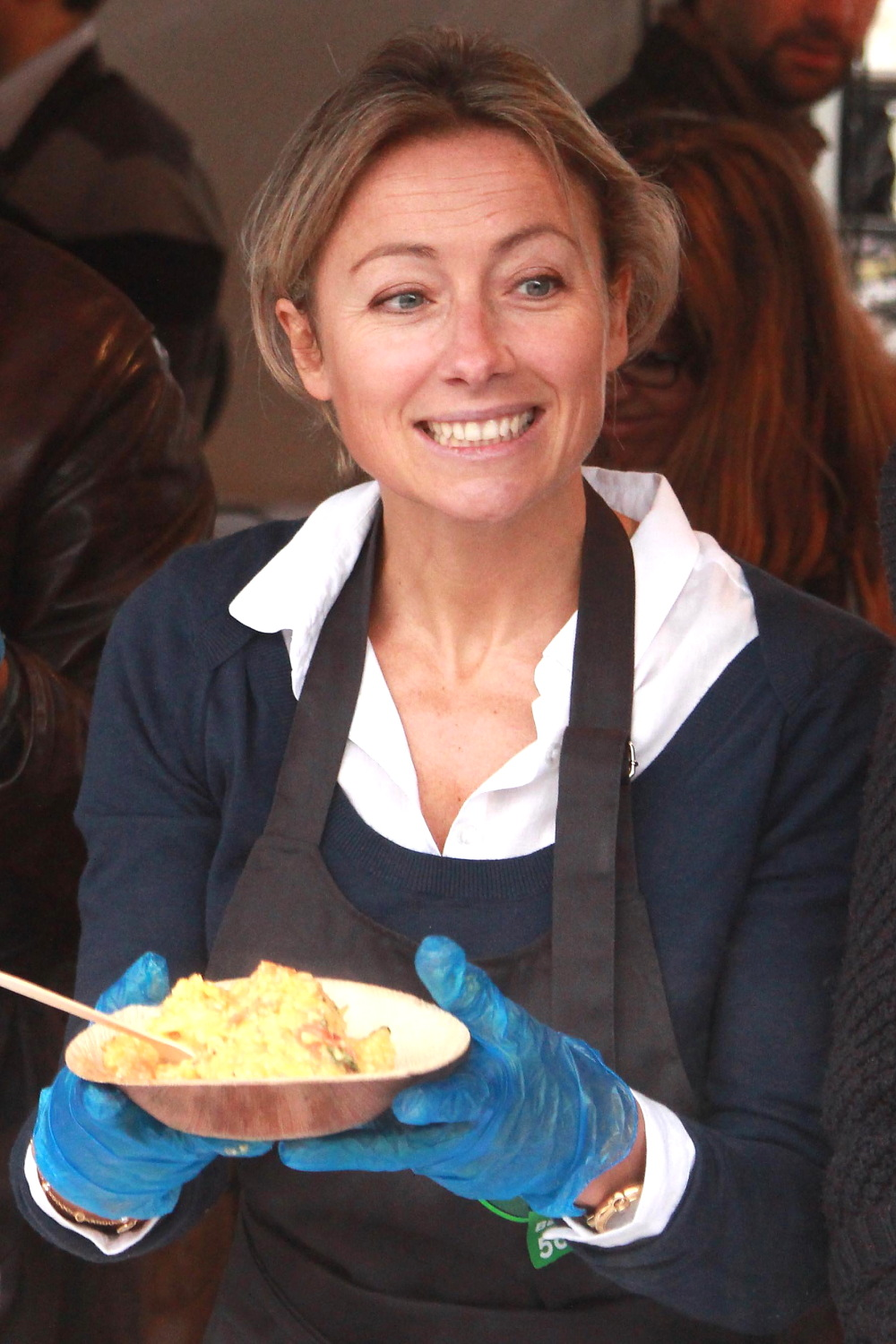
Anne-Sophie Lapix tijdens le Banquet des 5000, voor het stadhuis van Parijs in oktober 2012.

#### Sinds 2013: France Télévisions
Bij de start van het nieuwe seizoen, in september 2013, verliet Anne-Sophie Lapix Canal + om Alessandra Sublet te vervangen bij C à vous op France 5. Tijdens die overgang, werd tegen haar een klacht ingediend door Canal + omdat ze haar nieuwe programma zou hebben gepromoot terwijl ze nog onder contract lag bij Canal +. Op 19 september 2013 werd de klacht ongegrond verklaard en Canal + werd veroordeeld tot 5000 € schadevergoeding.
Van september 2014 tot juni 2015, vervangt ze Yves Calvi in het debatprogramma Mots croisés op France 2.
Op 11 januari 2015, na de aanslag op Charlie Hebdo op 7 januari, presenteerde ze samen met Patrick Cohen en Nagui het avondprogramma Je suis Charlie dat op France 2, France Inter, France Culture, France Bleu, TV5. World en RTBF werd uitgezonden.
In mei 2017 wordt Anne-Sophie Lapix aangekondigd als vervangster van David Pujadas voor het 20u-journaal van France 2 begin september 2017. Op 4 september haalde haar eerste journaal het qua kijkcijfers van dat van de belangrijkste concurrent TF1 gepresenteerd door Gilles Bouleau. Naast haar werk als nieuwslezeres presenteerde ze sinds september 2018 ook Le Grand Échiquier.

### Privéleven
Op 26 juni 2010, huwde ze met Arthur Sadoun, CEO van Publicis Groupe. Lapix heeft twee kinderen uit een eerdere relatie.

## Lijst van programma's
- 1996 - 1999 : presentator en journalist op Bloomberg TV
- 1999 - 2004 : Het journaal van LCI
- 2001 - 2002 : Sortie en salle op Cinéstar
- 2004 - 2005 : Le Grand Journal de LCI, met Damien Givelet, op LCI
- 2005 - 2006 : Zone Interdite, op M6
- 2006 : Journaal van 12h50 op M6
- 2006 : 13:10, le Mag, op M6
- 2006 - 2008 : Sept à Huit, met Harry Roselmack, op TF1
- 2007 - 2008 : Weekendjournaal, back-up van Claire Chazal, op TF1
- 2008 - 2013 : Dimanche +, op Canal +
- 2013 - 2017 : C à vous, op France 5
- 2014 - 2015 : Mots croisés, op Frankrijk 2
- 2015 : Je suis Charlie, met Nagui en Patrick Cohen, op France 2
- Sinds 2017 : Het 20-uur journaal, op Frankrijk 2
- Sinds 2018 : Le Grand échiquier, op France 2

## Filmografie
- 2014 : Bon Rétablissement ! van Jean Becker : Florence
- 2016 : La Vache van Mohamed Hamidi: zichzelf
- 2019 : Ni une ni deux van Anne Giafferi: zichzelf

## Onderscheidingen
- 2012 : Prix Philippe Caloni voor beste interviewer[27]
- 2008 : Trophée des femmes en or (categorie communicatie)